# Cahaba Heights
Cahaba Heights é uma Região censo-designada localizada no estado americano de Alabama, no Condado de Jefferson.

## Demografia
Segundo o censo americano de 2000, a sua população era de 5203 habitantes.

## Geografia
De acordo com o United States Census Bureau, a localidade tem uma área de 5,3 km², sem área coberta por água. Cahaba Heights localiza-se a aproximadamente 205 m acima do nível do mar.

## Localidades na vizinhança
O diagrama seguinte representa as localidades num raio de 16 km ao redor de Cahaba Heights. 